# Keishi Kusumi
Keishi Kusumi (楠美 圭史 Kusumi Keishi?, nacido el 25 de julio de 1994 en Tokio) es un futbolista japonés que se desempeña como centrocampista.

## Trayectoria

### Clubes
| Club         | País  | Año         |
| ------------ | ----- | ----------- |
| Tokyo Verdy  | Japón | 2013 - 2016 |
| Verspah Oita | Japón | 2015        |
| FC Imabari   | Japón | 2017 -      |

## Estadística de carrera

### J. League
| Club        | Año   | J. League | J. League | Copa J. League | Copa J. League | Total | Total |
| Club        | Año   | Part.     | Goles     | Part.          | Goles          | Part. | Goles |
| ----------- | ----- | --------- | --------- | -------------- | -------------- | ----- | ----- |
| Tokyo Verdy | 2013  | 1         | 0         | -              | -              | 1     | 0     |
| Tokyo Verdy | 2014  | 5         | 0         | -              | -              | 5     | 0     |
| Tokyo Verdy | 2016  | 9         | 0         | -              | -              | 9     | 0     |
| Total       | Total | 15        | 0         | 0              | 0              | 15    | 0     |